# Eccellenza Veneto 1997-1998
Il campionato italiano di calcio di Eccellenza regionale 1997-1998 è stato il settimo organizzato in Italia. Rappresenta il sesto livello del calcio italiano.
Questo è il campionato regionale della regione Veneto.

## Girone A

### Squadre partecipanti
| Club                         | Città                                 |
| ---------------------------- | ------------------------------------- |
| A.C. Abano Ali               | Abano Terme (PD)                      |
| U.S. Azzurra Sandrigo        | Sandrigo (VI)                         |
| Caldiero Terme Calcio        | Caldiero (VR)                         |
| A.S. Giorgianna              | San Giorgio in Bosco (PD)             |
| U.S. Centro Base Lendinarese | Lendinara (RO)                        |
| A.C. Chioggia Sottomarina    | Chioggia (VE)                         |
| A.C. Lonigo                  | Lonigo (VI)                           |
| A.C. Lugagnano               | Sona (VR)                             |
| Monselice Calcio             | Monselice (PD)                        |
| U.C. Montecchio Maggiore     | Montecchio Maggiore (VI)              |
| A.C. Sambonifacese Don Bosco | San Bonifacio (VR)                    |
| A.C. San Martino Speme       | San Martino Buon Albergo (VR)         |
| U.S. San Massimo             | Verona (frazione di San Massimo) (VR) |
| A.C. Te.C.M.E. Marano        | Marano Vicentino (VI)                 |
| A.C. C.G.V. Torri            | Torri di Quartesolo (VI)              |
| A.C. Villafranca Padovana    | Villafranca Padovana (PD)             |

### Classifica finale
|  | Pos. | Squadra              | Pt | G  | V  | N  | P  | GF | GS | DR  |
|  | ---- | -------------------- | -- | -- | -- | -- | -- | -- | -- | --- |
|  | 1.   | Montecchio           | 61 | 30 | 17 | 10 | 3  | 48 | 20 | +28 |
|  | 2.   | Monselice            | 58 | 30 | 17 | 7  | 6  | 51 | 23 | +28 |
|  | 3.   | Chioggia Sottomarina | 58 | 30 | 15 | 13 | 2  | 37 | 20 | +17 |
|  | 4.   | Lonigo               | 54 | 30 | 14 | 12 | 4  | 35 | 15 | +20 |
|  | 5.   | Lendinarese          | 51 | 30 | 14 | 9  | 7  | 46 | 35 | +11 |
|  | 6.   | San Martino          | 44 | 30 | 12 | 8  | 10 | 35 | 32 | +3  |
|  | 7.   | Villafranca Padovana | 39 | 30 | 9  | 12 | 9  | 27 | 26 | +1  |
|  | 8.   | Giorgianna           | 39 | 30 | 11 | 6  | 13 | 29 | 36 | -7  |
|  | 9.   | Marano               | 37 | 30 | 9  | 10 | 11 | 27 | 31 | -4  |
|  | 10.  | Azzurra Sandrigo     | 37 | 30 | 10 | 7  | 13 | 29 | 46 | -17 |
|  | 11.  | Abano                | 34 | 30 | 8  | 10 | 12 | 35 | 37 | -2  |
|  | 12.  | Sambonifacese        | 34 | 30 | 7  | 13 | 10 | 34 | 38 | -4  |
|  | 13.  | Torri                | 34 | 30 | 7  | 13 | 10 | 25 | 33 | -8  |
|  | 14.  | Lugagnano            | 33 | 30 | 9  | 6  | 15 | 38 | 47 | -9  |
|  | 15.  | Caldiero Terme       | 17 | 30 | 4  | 5  | 21 | 22 | 52 | -30 |
|  | 16.  | San Massimo          | 15 | 30 | 2  | 9  | 19 | 21 | 48 | -27 |

### Spareggi

#### Spareggio 2º posto
| Squadra 1 | Risultato | Squadra 2            |
| --------- | --------- | -------------------- |
| Monselice | 2 - 0     | Chioggia Sottomarina |

| Mogliano ??? 1998 | Monselice | 2 – 0 | Chioggia Sottomarina |  |

## Girone B

### Squadre partecipanti
| Club                          | Città                        |
| ----------------------------- | ---------------------------- |
| A.C. Bessica                  | Loria (TV)                   |
| A.C. Reschigliano             | Campodarsego (PD)            |
| A.P. Campetra                 | Camposampiero (PD)           |
| F.C. Edo Mestre               | Mestre (VE)                  |
| Pol. Ge.Me.Az. Cusin San Polo | San Polo di Piave (VE)       |
| A.C. La Marenese              | Mareno di Piave (TV)         |
| U.S. Miranese                 | Mirano (VE)                  |
| F.C. Nervesa                  | Nervesa della Battaglia (TV) |
| U.S. Piombinese               | Piombino Dese (TV)           |
| A.C. Ponte nelle Alpi         | Ponte nelle Alpi (BL)        |
| Portogruaro-Summaga Calcio    | Portogruaro (VE)             |
| U.S. Salzano                  | Salzano (VE)                 |
| A.C. Sedico                   | Sedico (BL)                  |
| A.S. Union Quinto             | Quinto di Treviso (TV)       |
| A.C. Vittorio Veneto          | Vittorio Veneto (TV)         |
| A.S. Montello                 | Volpago del Montello (TV)    |

### Classifica finale
|  | Pos. | Squadra                  | Pt | G  | V  | N  | P  | GF | GS | DR  |
|  | ---- | ------------------------ | -- | -- | -- | -- | -- | -- | -- | --- |
|  | 1.   | Portogruaro-Summaga      | 60 | 30 | 17 | 9  | 4  | 40 | 12 | +28 |
|  | 2.   | La Marenese              | 53 | 30 | 15 | 8  | 7  | 39 | 24 | +15 |
|  | 3.   | Salzano                  | 46 | 30 | 12 | 10 | 8  | 35 | 30 | +5  |
|  | 4.   | Ponte nelle Alpi         | 46 | 30 | 11 | 13 | 6  | 30 | 25 | +5  |
|  | 5.   | Sedico                   | 44 | 30 | 12 | 8  | 10 | 39 | 36 | +3  |
|  | 6.   | Bessica                  | 42 | 30 | 10 | 12 | 8  | 31 | 27 | +4  |
|  | 7.   | Union Quinto             | 41 | 30 | 9  | 14 | 7  | 28 | 26 | +2  |
|  | 8.   | Edo Mestre               | 39 | 30 | 9  | 12 | 9  | 25 | 26 | -1  |
|  | 9.   | Vittorio Veneto          | 39 | 30 | 9  | 12 | 9  | 17 | 21 | -4  |
|  | 10.  | Piombinese               | 36 | 30 | 8  | 12 | 10 | 28 | 27 | +1  |
|  | 11.  | Nervesa                  | 36 | 30 | 7  | 15 | 8  | 34 | 36 | -2  |
|  | 12.  | Campetra                 | 36 | 30 | 8  | 12 | 10 | 25 | 28 | -3  |
|  | 13.  | Montello                 | 33 | 30 | 7  | 12 | 11 | 32 | 35 | -3  |
|  | 14.  | Reschigliano             | 30 | 30 | 7  | 9  | 14 | 27 | 39 | -12 |
|  | 15.  | Ge.Me.Az. Cusin San Polo | 28 | 30 | 5  | 13 | 12 | 24 | 40 | -16 |
|  | 16.  | Miranese                 | 20 | 30 | 3  | 11 | 16 | 14 | 36 | -22 |